# Blean
Blean är en ort och civil parish i grevskapet Kent i sydöstra England. Orten ligger i distriktet Canterbury, cirka 4 kilometer nordväst om Canterbury och cirka 6 kilometer söder om Whitstable. Tätorten (built-up area) hade 1 326 invånare vid folkräkningen år 2021.
Civil parishen namnändrades den 1 april 2019 från St. Cosmus and St. Damian in the Blean till enbart Blean.